# 南海跳彈䲁
南海跳彈䲁（學名：Alticus montanoi），又稱南海高冠䲁，為輻鰭魚綱鳚形目䲁科跳彈䲁屬的一種，分布於西太平洋南中國海海域，在受到驚擾時從其棲息的洞穴中跳躍，體長可達10公分，棲息在沿海潮間帶礁石淺水域，可離開水面在陸地上活動，通常躲在洞穴，以藻類為食，雌魚產附著性卵，雄魚有護卵行為。